# Argythamnia cubensis
Argythamnia cubensis är en törelväxtart som beskrevs av Nathaniel Lord Britton och Percy Wilson. Argythamnia cubensis ingår i släktet Argythamnia och familjen törelväxter. Inga underarter finns listade i Catalogue of Life.